# Kazimierz Dąbrowski
Kazimierz Dąbrowski (Gniezno, Polonia; 14 de febrero de 1936 – 27 de marzo de 2025) fue un jugador de hockey sobre hierba polaco que jugó en la posición de defensa.

## Carrera

### Club
Jugó con el KS Stella Gniezno de 1956 a 1974, equipo con el que consiguió ser campeón nacional en siete ocasiones.

### Selección nacional
Jugó para Polonia en los Juegos Olímpicos de Roma 1960 con la que terminó en el 12° lugar entre 16 participantes.

## Logros
- Liga de Hockey sobre Hierba de Polonia (7): 1956, 1957, 1958, 1959, 1961, 1962, 1964

## Distinciones
- Orden Polonia Restituta quinta clase.